# Ugolin della Gherardesca
Pour les articles homonymes, voir Ugolin, Hugolin et Il conte Ugolino.
Ugolin della Gherardesca ou Hugolin della Gherardesca (en italien, Ugolino della Gherardesca) né vers 1220 à Pise et mort en 1289 dans la même ville, comte de Donoratico, est un noble italien et commandant militaire qui fut dirigeant de la cité de Pise au XIIIe siècle.
Il descendait d'une noble famille d'origine lombarde, les Della Gherardesca. Il est connu et passé à la postérité pour avoir servi de modèle au héros damné de la Divine Comédie de Dante, condamné à mourir de faim après avoir mangé ses propres enfants.

## Biographie
Le comte Ugolino della Gherardesca  est né dans une famille féodale gibelline, implantée en Toscane pisane et en Sardaigne. Il est connu pour être passé de la cause des Gibelins à celle des Guelfes du fait d'une amitié le liant aux Visconti. 
Sa fille épouse le chef de cette famille, Giovanni Visconti, « juge » de Gallura en Sardaigne. Aux côtés de ses alliés Visconti et de ses cousins della Gherardesca, il vainc le juge de Cagliari Guillaume III et se constitue une seigneurie propre en Sardaigne en 1258, sur laquelle il fonde la Villa di Chiesa (aujourd'hui Iglesias), où se développe la plus grande mine d'argent de la chrétienté. Au cours des années 1270, toujours aux côtés des Visconti, il cherche à chasser, sans succès, les Gibelins de Pise. Grâce à la victoire de Charles d'Anjou, il intègre les cercles dirigeants de Pise. 
En tant que lieutenant de l'amiral Oberto Doria, il joue un rôle important au cours de la bataille navale de la Meloria en 1284, au cours de laquelle la flotte pisane est quasiment anéantie par la flotte génoise. Au cours de cette bataille, il lui est reproché d'une part d'avoir été dans l'incapacité d'effectuer certaines manœuvres navales, en particulier le retrait de certains navires d'une partie de l'affrontement pour renforcer d'autres points, et d'autre part d'avoir quitté le site de la bataille avec une vingtaine de navires, attirant sur lui des soupçons de trahison. 
Malgré cet échec, c'est à partir de 1284 qu'Ugolino, associé à son petit-fils Nino Visconti, prend le pouvoir à Pise, d'abord comme podestat, puis comme capitaine du peuple. Durant son gouvernement de la cité, il doit négocier les conditions de la paix avec les communes de Gênes, Florence et Lucques, qui ont profité de la défaite de Meloria pour prendre l'ascendant sur les Pisans. Les concessions qu'il fait pour obtenir la paix lui valent l'hostilité des cercles gibelins, dirigé par l'archevêque de la ville, Ruggeri Ubaldini. Ugolino décide toutefois de se rapprocher d'Ubaldini pour éliminer l'influence de son petit-fils Nino Visconti. Ce renversement d'alliance, associé à une crise économique profonde à Pise, fragilise le pouvoir d'Ugolino. Piégé par une fausse promesse de l'archevêque, Ugolino est arrêté en 1288. Ubaldini fait alors enfermer Ugolin et quatre de ses descendants mâles dans une tour. Il leur fait distribuer d'abord une nourriture insuffisante, avant de les laisser purement et simplement mourir de faim en mars 1289.
La légende dit qu'Ugolin, ayant été le dernier à survivre, aurait mangé le corps des enfants morts près de lui. Il s'agit en fait d'une interprétation sans doute erronée de ce vers de Dante : « Poscia, piú che 'l dolor, poté 'l digiuno » (« Puis, la faim fut encore plus forte que la douleur » ou « Et puis ce que la douleur ne put, la faim le put ») qui semble indiquer que la faim plus que la douleur a causé la mort d'Ugolin. L'anthropophagie d'Ugolin n'est pas attestée par les contemporains.

## Représentation dans les arts
- Ugolin (ou Hugolin) a été placé par Dante dans le dernier cercle de son Enfer, où sont emprisonnés dans la glace les damnés qui ont trahi leur patrie ou leurs compagnons. Dante imagine que Ruggeri et Ugolin sont figés dans la glace l'un près de l'autre. Le châtiment de l'archevêque est d'être dévoré sans cesse par celui qu'il a fait mourir de faim.
- La tragédie allemande Ugolino de Heinrich Wilhelm von Gerstenberg (1737-1823) annonce en 1767 la « révolution littéraire » du Sturm und Drang[3].
- Jean-Baptiste Carpeaux : Ugolin entouré de ses quatre enfants. La figure d'Ugolin constitue le dernier envoi de Jean-Baptiste Carpeaux en tant que pensionnaire à la villa Médicis à Rome. Il y représente le héros entouré de ses enfants. Un premier modèle voit le jour en 1860, un plâtre en 1862, un bronze en 1863. Une version en marbre est éditée en 1867[4].

- Auguste Rodin : plusieurs de ses œuvres sont centrées sur ce thème.

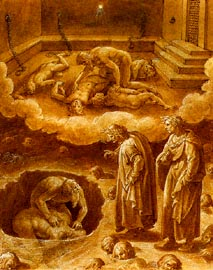
Le comte Ugolino représenté dans la Divine Comédie par Jan van der Straet en 1537.
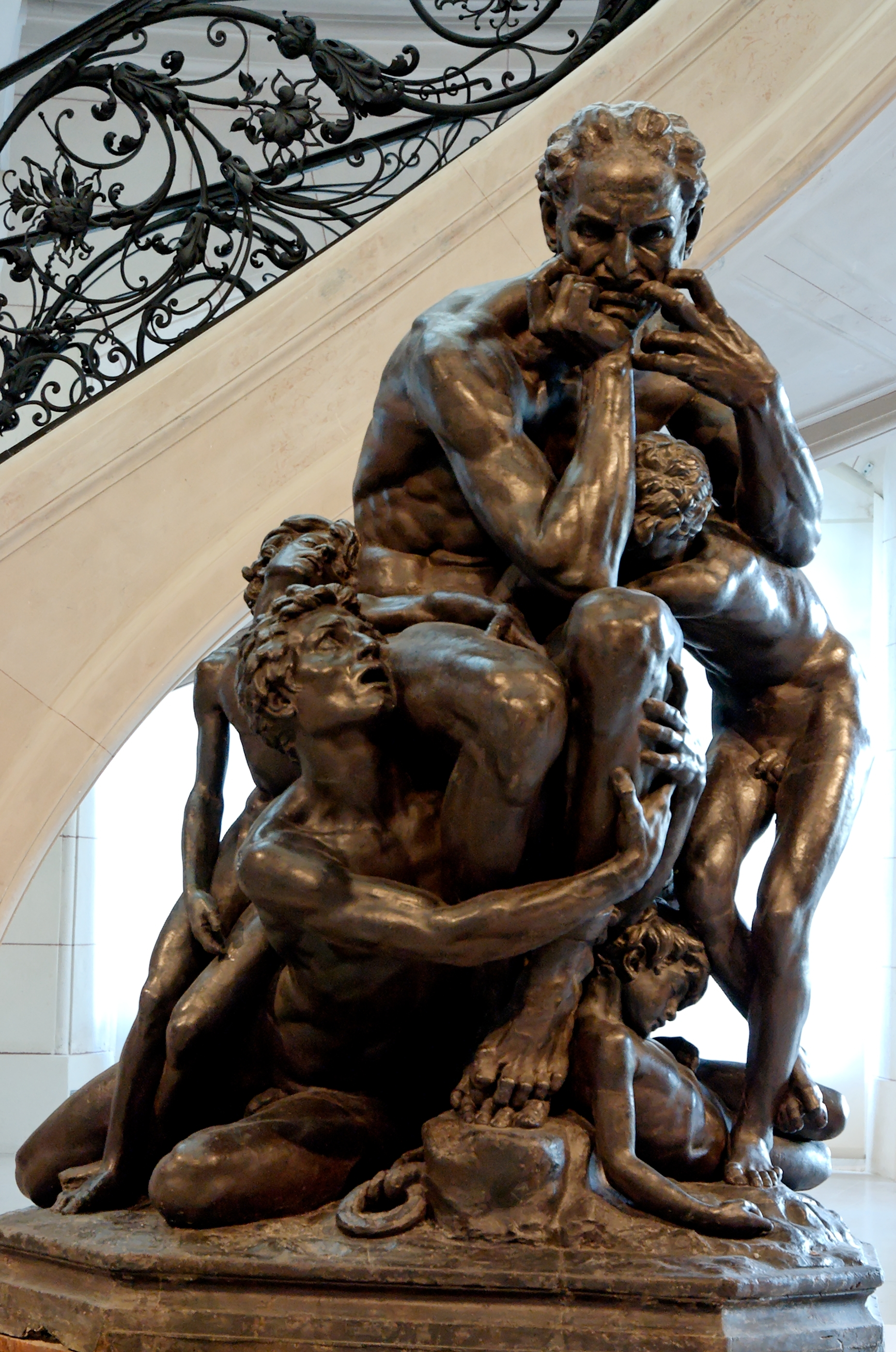
Jean-Baptiste Carpeaux, Ugolin entouré de ses quatre enfants (vers 1862), plâtre patiné, Paris, Petit Palais.
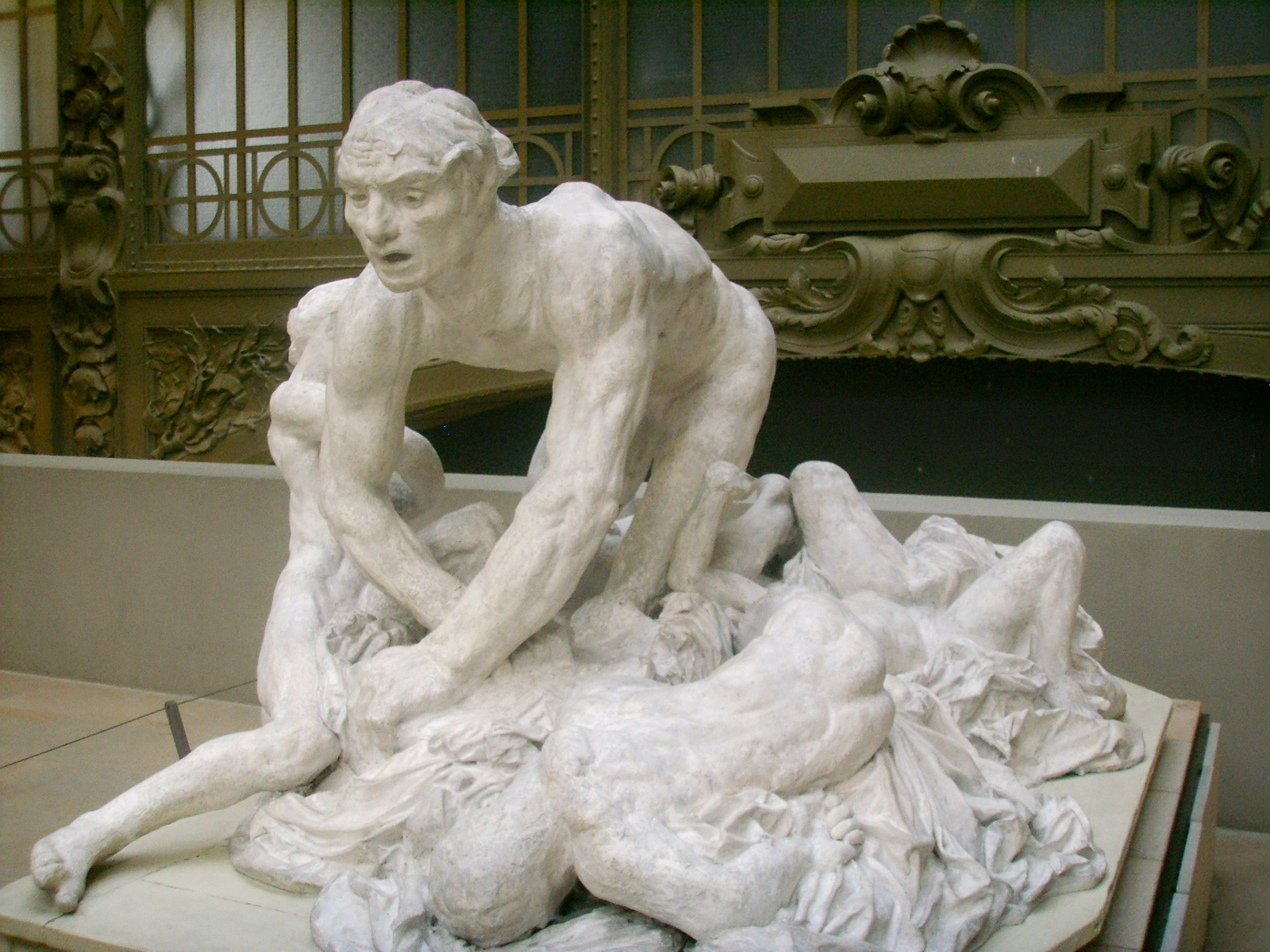
Auguste Rodin, Ugolin (entre 1882 et 1906), Paris, musée d'Orsay.
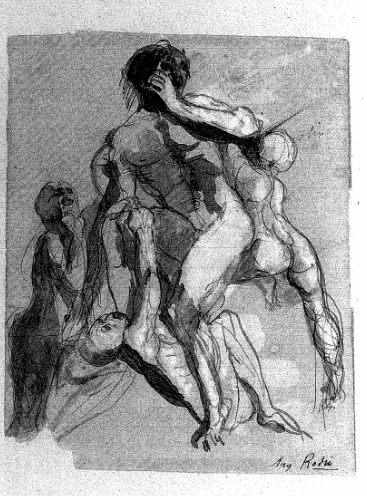
Auguste Rodin, Ugolin entouré de ses trois enfants, Paris, musée Rodin.

### Cinéma
- Le comte Ugolino (1908), film italien de Giovanni Pastrone.
- Le comte Ugolin (1949), film italien de Riccardo Freda.